# Mojżesz Beiser
Mojżesz Beiser (ur. 7 kwietnia 1807 we Lwowie, zm. 12 października 1880 tamże) – lekarz, filantrop, radny i honorowy obywatel miasta Lwowa.
W 1827 rozpoczął studia na Uniwersytecie Wiedeńskim, które ukończył z tytułem doktora medycyny w 1835. Praktykę lekarską rozpoczął jako lekarz w szlacheckiej rodzinie w Gwoźdźcu. W 1845 w wyniku swojego zaangażowania politycznego, został przeniesiony przez władze do Żółkwi. Po dwóch latach pozwolono mu rozpocząć praktykę lekarską we Lwowie. W roku 1848 i w latach 1877–1880 zasiadał w radzie miejskiej miasta. W czasie epidemii cholery w 1855, był naczelnym lekarzem szpitali wojskowych. Za swoje zaangażowanie w działalność na rzecz mieszkańców był określany mianem lekarza ubogich.
Miasto Lwów doceniając jego zasługi przyznało mu 9 listopada 1876 honorowe obywatelstwo, a w 1885 dawną ulicę Mosiężną przemianowano na Beisera.